# 文山チワン族ミャオ族自治州
文山チワン族ミャオ族自治州（ぶんざん-チワンぞく-ミャオぞく-じちしゅう）は中華人民共和国雲南省に位置する自治州。

## 行政
1県級市・7県を管轄する。
- 県級市：
  - 文山市
- 県：
  - 硯山県・西疇県・麻栗坡県・馬関県・丘北県・広南県・富寧県

| 文山チワン族ミャオ族自治州の地図                          |
| --------------------------------------------------------- |
| 文山市 硯山県 西疇県 麻栗坡県 馬関県 丘北県 広南県 富寧県 |

### 年表
この節の出典

#### 文山専区
- 1949年10月1日 - 中華人民共和国雲南省文山専区が成立。文山県・硯山県・丘北県・西疇県・馬関県・広南県・富寧県・麻栗坡対汛督弁区が発足。(7県1対汛督弁区)
- 1950年5月31日 - 麻栗坡対汛督弁区が市制施行し、麻栗坡市となる。(1市7県)
- 1955年1月3日 - 麻栗坡市が県制施行し、麻栗坡県となる。(8県)
- 1957年5月24日 - 文山県・硯山県・丘北県・広南県・富寧県・西疇県・馬関県・麻栗坡県が文山チワン族ミャオ族自治州に編入。

#### 文山チワン族ミャオ族自治州
- 1957年5月24日 - 文山専区文山県・硯山県・丘北県・広南県・富寧県・西疇県・馬関県・麻栗坡県を編入。文山チワン族ミャオ族自治州が成立。(8県)
- 1958年10月20日 - 紅河ハニ族イ族自治州開遠県の一部が文山県に編入。(8県)
- 1960年9月13日 (6県)
  - 硯山県が文山県に編入。
  - 麻栗坡県が西疇県に編入。
  - 文山県の一部が紅河ハニ族イ族自治州箇旧市に編入。
- 1962年3月27日 (8県)
  - 文山県の一部が分立し、硯山県が発足。
  - 西疇県の一部が分立し、麻栗坡県が発足。
- 2010年12月2日 - 文山県が市制施行し、文山市となる。(1市7県)

## 交通

### 航空
- 文山硯山空港（中国語版）

### 鉄道

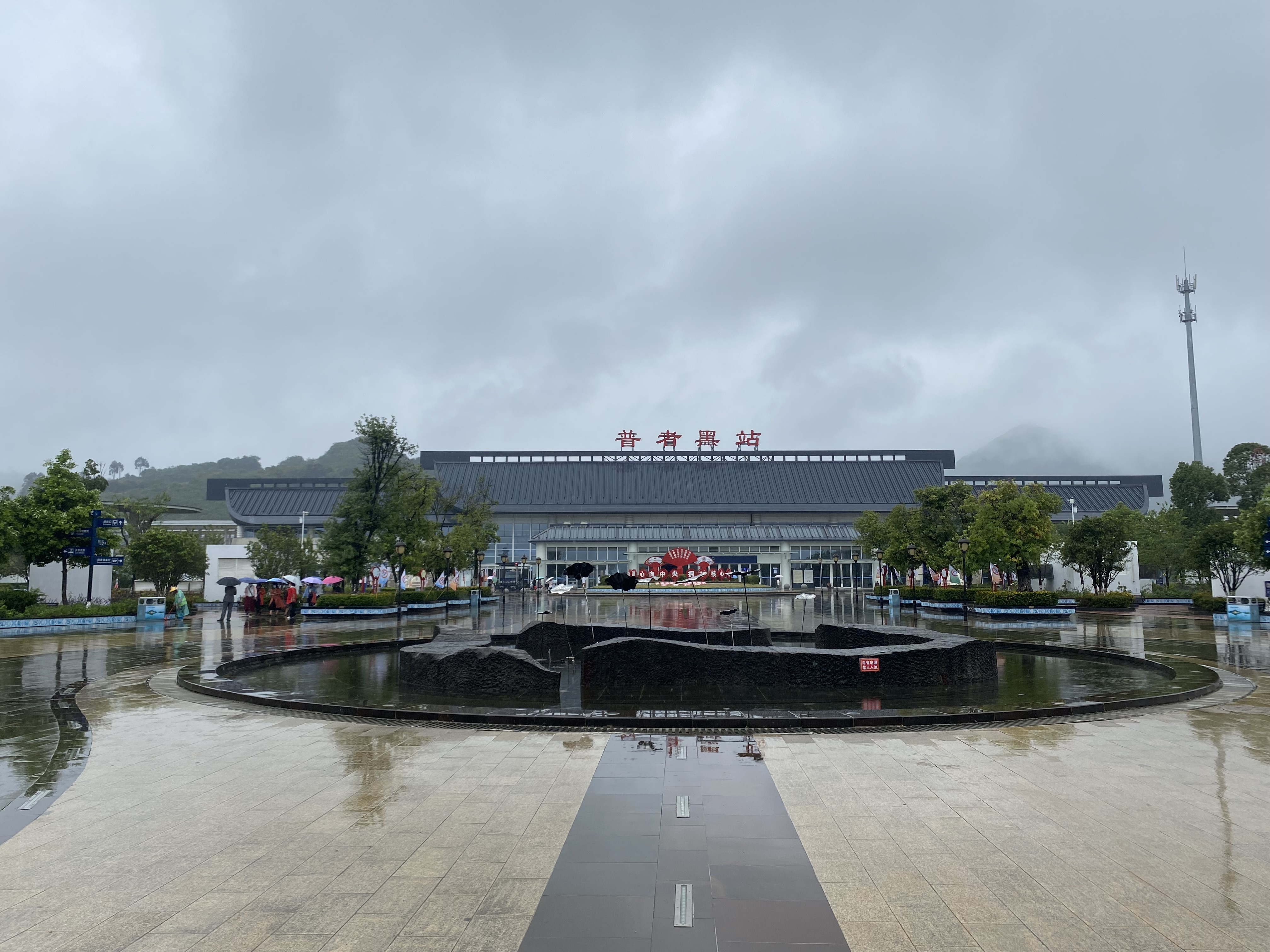
普者黒駅

- 中国国家鉄路集団
  - 南昆旅客専用線

（昆明方面）- 膩革竜駅 - 普者黒駅 - 珠琳駅 - 広南県駅 - 白臘寨駅 - 富寧駅 - 者桑駅 -（南寧方面）
- 文山有軌電車（中国語版）

### 道路
- 高速道路
  - 広昆高速道路
  - 硯文高速道路
  - 天猴高速道路
  - S23 平文高速道路
  - S60 富龍高速道路

- 国道
  - G323国道